# Eminium intortum
Eminium intortum là một loài thực vật có hoa trong họ Ráy (Araceae). Loài này được (Banks & Sol.) Kuntze mô tả khoa học đầu tiên năm 1891.